# غارة كونستانسا
كانت غارة كونستانتسا هجومًا شنّه أسطول البحر الأسود السوفيتي على ميناء كونستانتسا الروماني في 26 يونيو 1941، بعد وقت قصير من بدء عملية بارباروسا، غزو دول المحور للاتحاد السوفيتي، وأسفرت عن المواجهة الوحيدة بين السفن الحربية الرئيسية في البحر الأسود خلال الحرب العالمية الثانية. كان الهدف من الهجوم أن يكون جهدًا منسقًا بين سفن الأسطول وطائراته لتشتيت انتباه المدافعين، لكن القاذفات لم تهاجم في الأوقات المحددة.
أُمرت مدمرتين بقصف الميناء في الصباح الباكر، بغطاء من طراد ومدمرة. تسببتا ببعض الأضرار، لكنهما اشتبكتا مع مدفعية المحور الساحلية وعدة سفن رومانية. أُصيبت المدمرتين بأضرار طفيفة، فانسحبتا تحت نيران المدفعية، بإتجاة حقل ألغام روماني؛ غرقت إحدى المدمرتين، وتضرر الطراد بالألغام أثناء مغادرتهما المنطقة.
قصفت عدة مجموعات من القاذفات المدينة لاحقًا في ذلك اليوم والليلة التي تلتها، لكنها لم تُلحق أي ضرر بأهدافها. أُسقطت تسع قاذفات بنيران مضادات الطائرات ومقاتلات المحور. دفعت الهزيمة السوفييت إلى توخي حذر أكبر في استخدام سفنهم ضمن نطاق دفاعات المحور.

## خلفية

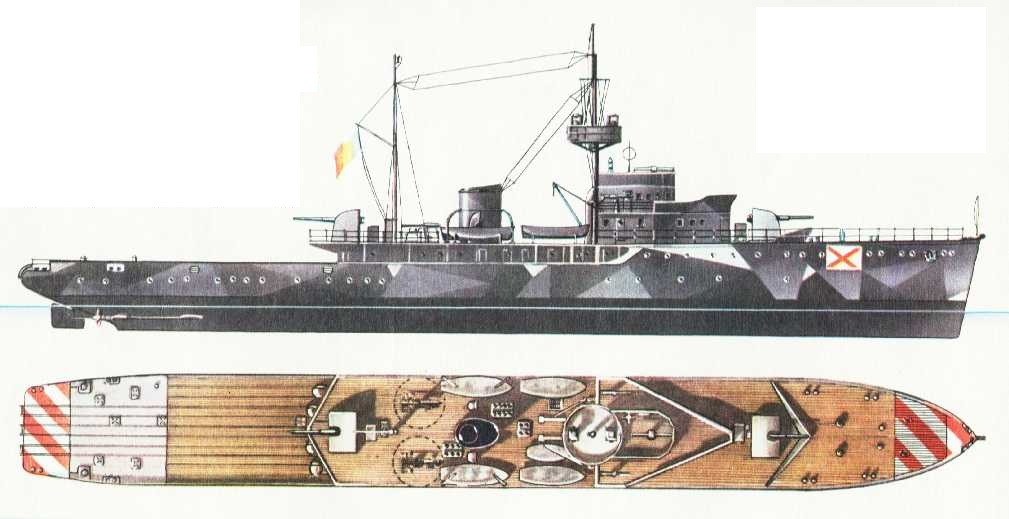
زارع الألغام الروماني الأميرال مورجيسكو

بعد انضمام رومانيا إلى الاتفاق الثلاثي في نوفمبر 1940، وافق الألمان على بناء بطاريات مدفعية ساحلية لتعزيز الدفاعات الساحلية الرومانية العتيقة، بما في ذلك بطارية تيربيتز جنوب كونستانتسا، المسلحة بثلاثة مدافع 28 سم (11 بوصة) من طراز SK L/45 تعود إلى فترة الحرب العالمية الأولى. شٌغلت البطارية بواسطة 700 فرد من البحرية الألمانية،  على الرغم من أنها كانت تحت السيطرة الرومانية اسميًا مثل جميع قوات المحور في رومانيا. 
بعد أن حذرهم أدولف هتلر من الموعد المقرر للغزو الألماني للاتحاد السوفييتي، والذي أطلق عليه اسم عملية بارباروسا، في 22 يونيو 1941،  قامت زارعة الألغام الرومانية الأميرال مورجيسكو وريجيل كارول الأول وأورورا بزرع 1000 لغم بين كيب ميديا وتوزلا لحماية كونستانسا في الفترة من 16 إلى 19 يونيو. 
في 22 يونيو شنت القوات الجوية الملكية الرومانية هجمات على المطارات السوفيتية في بيسارابيا، مما أدى إلى تدمير 37 طائرة سوفيتية على الأرض. ردًا على ذلك، هاجمت أربع قاذفات خفيفة من طراز توبوليف إس بي من فوج الطيران الأربعين لأسطول البحر الأسود وأربع قاذفات من طراز إليوشن دي بي-3 من فوج الطيران الثاني للألغام والطوربيدات مدينة كونستانتسا خلال فترة ما بعد الظهر دون جدوى. فشلت طائرتان من طراز إس بي في العودة؛ ونُسب إلى الطيار المقاتل الروماني هوريا أجاريسي إسقاط ثلاث قاذفات إس بي أثناء الغارة واحتفل به كبطل وطني في أغنية دعائية.  قصفت ثلاث طائرات دي بي-3 أخرى مدينة كونستانتسا في وقت لاحق في تلك الليلة دون أي تأثير أو خسائر.  مع فشل الهجمات الجوية الأولية، قرر نائب الأدميرال فيليب أوكتيابرسكي، قائد أسطول البحر الأسود، شن هجوم جوي وبحري مشترك على كونستانتسا وهجوم بحري على دلتا نهر الدانوب.

## القصف
تشكلت قوة هجومية مشتركة بقيادة مدمرتين من فئة لينينغراد، موسكفا وخاركوف، محميتين بواسطة الطراد فوروشيلوف،    والمدمرتين سوبرازيتيلني وسميشليني. إلا أن المدمرة الأخيرة جنحت في الطريق واضطرت إلى العودة إلى الميناء. كما أبقى السوفييت البارجة بارسكايا كومونا على بُعد 100 ميل (160 كم) من الشاطئ لاستغلال أي نجاح أولي، وانضمت القاذفات السوفييتية أيضًا إلى الهجوم.
اقتربت فرقة عمل فوروشيلوف وقصفت كونستانتسا في الساعات الأولى من يوم 26 يونيو 1941، مما أدى إلى إشعال النار في بعض خزانات النفط والمستودعات، وإلحاق الضرر بالبنية التحتية للميناء. كان الرومانيون يتوقعون غارة سوفيتية وكانت دفاعاتهم، التي تتكون من المدمرتين ريجينا ماريا وماراشتي والبطارية الساحلية الرومانية إليزابيتا والبطارية الساحلية الألمانية تيربيتز، مستعدة للاشتباك مع السفن السوفيتية. في غضون عشر دقائق، بدءًا من الساعة 04:02، أطلقت موسكفا وخاركوف ما لا يقل عن 350 قذيفة من مدافعهما عيار 130 ملم (5.1 بوصة). في الساعة 4:09، أقلعت طائرات الطيران البحري الروماني للمراقبة والاستطلاع. في الوقت نفسه، فتحت البطارية الساحلية الرومانية وسفينتان حربيتان النار بمدافعهما عيار 120 ملم (4.7 بوصة) من مسافة 14 ميلاً (23 كم). بدأت بطارية تيربيتز أيضًا في ضبط نيرانها على السفن السوفيتية. تضررت موسكفا من السفن الحربية الرومانية، حيث أسقطت قذيفة 120 ملم صاريها الرئيسي بينما أصيبت خاركوف أيضًا بقنبلة تيربيتز مما تسبب في تلف أنابيب البخار الخاصة بها. بدأ السوفييت في الانسحاب في الساعة 4:12 أثناء وضع ستار دخاني، لكنهم أبحروا إلى حقل ألغام روماني. ضربت موسكفا لغمًا في الساعة 4:21 وغرقت في غضون بضع دقائق، مع مقتل 268 بحارًا وأسر 69 ناجيًا على يد الرومانيين.    وفقًا لمعظم المصادر، غرقت بسبب الألغام الرومانية، على الرغم من أن قذائف من ريجينا ماريا وبطارية تيربيتز الساحلية أو هجوم طوربيد بنيران صديقة غير مقصودة من قبل الغواصة السوفيتية شش-206 قد تم اقتراحها أيضًا كأسباب. كما أصيب فوروشيلوف بأضرار بسبب لغم انفجر عندما أطلقته بارافانات سوبرازيتيلني.
نسّق الطيران بعيد المدى واللواء 63 للطيران البحري السوفيتي التابع لأسطول البحر الأسود هجماتهما ضد أهداف في بوخارست وسولينا وكونستانتسا ونهر الدانوب صباح يوم 26 يونيو. أقلعت سبعة عشر طائرة من طراز دي بي-3 من فوج القاذفات بعيدة المدى الحادي والعشرين من مطارهم في ساكي بشبه جزيرة القرم. كانت نيران مضادات الطائرات من السفن في ميناء كونستانتسا كثيفة وأسقطت قاذفة واحدة على الأقل قنابلها عمدًا في البحر. اعترضتهم مقاتلات المحور بعد قصف كونستانتسا وأسقطت قاذفة واحدة، على الرغم من أن مدفعي القاذفات زعموا أنهم أسقطوا مقاتلتين. فقد الفوج سبع طائرات في ذلك الصباح لأسباب مختلفة، وعاد زوج إضافي إلى الوطن بمحرك واحد معطل. بعد ذلك، قرر قادة الطيران بعيد المدى أن تحلق قاذفاتهم فوق رومانيا ليلًا فقط.
دمجت عمليات اللواء 63 للطيران البحري بشكل أوثق مع قصف البحرية، حيث شُنّت هجمات على كونستانتسا في ثلاث موجات. كانت الموجة الأولى مُعدّة قبل أن تفتح السفن نيرانها، والموجة الثانية أثناء القصف، والأخيرة لتشتيت انتباه قوات المحور أثناء انسحاب السفن. اضطرت قاذفتا إليوشن إل-4 ثنائيتا المحرك، التابعتان لفوج طيران الألغام والطوربيد الثاني، واللتان شكلتا الموجة الأولى، إلى العودة بسبب أعطال ميكانيكية قبل الوصول إلى هدفهما. من بين قاذفتي إس بي السريعتين التابعتين للموجة الثانية، عادت إحداهما بسبب عطل، بينما فشلت الأخرى في العودة. اعترض سرب من مقاتلات مسرشميت بي اف 109 من المجموعة الثالثة للجناح المقاتل 52، بعد غرق موسكفا، والتي ادعت أنها أسقطت 11 طائرة دي بي-3 و7 طائرات إس بي.  تمكنت سبع طائرات إس بي من اختراق الأجواء ومهاجمة كونستانتسا.
زعم الرومانيون أنهم أسقطوا تسع قاذفات توبوليف إس بي أثناء المعركة، ادعى أميرال مورجيسكو إسقاط اثنتين منها وزعم ماراشيتي إسقاط واحدة. أسقطت بطارية رومانية مضادة للطائرات من مدافع أنسالدو عيار 102 ملم (4 بوصات) الطائرات الست المتبقية. تسبب فشل الغارة، إلى جانب الخسائر الأخرى التي تكبدها أسطول البحر الأسود، في أن يكون أوكتيابرسكي أكثر حذرًا في استخدامه للسفن الحربية السطحية.

## فهرس
- Bernád، Dénes؛ Karlenko، Dmitriy & Roba، Jean-Louis (2007). From Barbarossa to Odessa: The Luftwaffe and Axis Allies Strike South-East, June-October 1941. Hinckley, UK: Midland. ISBN:978-1-85780-273-3.
- Forczyk، Robert (2014). Where the Iron Crosses Grow: The Crimea 1941–44. Oxford, UK: أوسبري للنشر. ISBN:978-1-78200-625-1.
- Hervieux، Pierre (2001). "The Romanian Navy at War, 1941–1945". في Preston، Antony (المحرر). Warship 2001–2002. London: Conway Maritime Press. ص. 70–88. ISBN:0-85177-901-8.
- Kirchubel، Robert (2003). Operation Barbarossa 1941 (1): Army Group South. Campaign 129. Oxford, UK: Osprey Publishing. ISBN:1-84176-697-6.
- Paterson، Lawrence (2016). Steel and Ice: The U-boat Battle in the Arctic and Black Sea 1941–45. Annapolis, Maryland: Naval Institute Press. ISBN:978-1-59114-258-4.
- Rohwer، Jürgen (2005). Chronology of the War at Sea 1939–1945: The Naval History of World War Two (ط. Third Revised). Annapolis, Maryland: Naval Institute Press. ISBN:1-59114-119-2.
- Stroea, Adrian & Băjenaru, Gheorghe (2010). Artileria Română în date și imagini (بالرومانية). București: Editura Centrului Tehnic-Editorial al Armatei [CTEA]. ISBN:978-6-06524-080-3.
- Trigg، Jonathan (2013). Death on the Don: The Destruction of Germany's Allies on the Eastern Front. Stroud, UK: The History Press. ISBN:978-0-7509-5189-0.
- Yakubov، Vladimir & Worth، Richard (2008). "The Soviet Project 7/7U Destroyers". في Jordan، John & Dent، Stephen (المحررون). Warship 2008. London: Conway Maritime Press. ص. 99–114. ISBN:978-1-84486-062-3.
- Yakubov، Vladimir & Worth، Richard (2009). "The Soviet Light Cruisers of the Kirov Class". في Jordan, John (المحرر). Warship 2009. London: Conway Maritime Press. ص. 82–95. ISBN:978-1-84486-089-0.